# Спогади про вбивство (фільм, 2003)
«Спогади про вбивство» (кор. 살인의 추억, 殺人의 追憶  ; Саріне чхуок) - південнокорейський трилер 2003 року, співавтором і режисером якого став  Пон Чжун Хо. Фільм заснований на реальній історії серії вбивств 10 жінок в 1986-1991 роках в місті Хвасон. Сонг Кан-хо та Кім Санг-кен зіграли роль детектива Пак та Детектива Со, відповідно, двох з детективів, які намагаються розкрити злочини.  
Фільм отримав вищу оцінку за постановку, музичний супровід, режисуру і сценарій. Він був визнаний одним з кращих південнокорейських фільмів усіх часів. Це другий повнометражний фільм режисера Бонга, після його дебютної стрічки 2000 року «Гавкаючі собаки ніколи не кусаються»(Barking Dogs Never Bite, 2000).
На 1 березня 2024 року фільм займав 194-ту позицію у списку 250 кращих фільмів за версією IMDb.

## Сюжет
У місті Хвасон з'являється серійний убивця, який нападає на жінок у нічний час. Перше вбивство сталося у жовтні 1986 року: двох жінок знайшли мертвими в канаві. Детектив Пак Ду-мен починає розслідування, але слідчі методи поліції неефективні, а криміналістична експертиза як така відсутня. Пак стверджує, що у нього є свій зоровий метод вишукування злочинця (який протягом усього фільму жодного разу не допоміг). Перевіряються десятки підозрюваних, але все марно. Зрештою Пак вирішує допитати розумово відсталого хлопця Бек Кван Хо, на якого падає підозра через те, що його бачили поряд із першою жінкою за декілька годин до її загибелі. Пак разом зі своїм імпульсивним і жорстоким напарником Чон Йон Гу відразу ж заарештовують підлітка і силою змушують зізнатися в скоєному. Той під тиском починає в дивній манері розповідати про деталі злочину. Пак підробляє докази, видаючи сліди Кван Хо за сліди вбивці.
Також зі столиці у Хвасон приїжджає детектив Со Те-Юн, якому доручено допомогти розкрити злочин. Він сумнівається, що Кван Хо є вбивцею, бо вважає що він занадто слабкий для того, щоб скоїти такий складний злочин і зв'язати руки жертви в три тугі вузли, якими була зв'язана одна із жінок. На слідчому експерименті починається скандал при якому виникає суперечка привселюдно між Со і начальником поліції, про невинність Кван Хо. Також серед натовпу з'являється батько підозрюваного і намагається прорватися до сина. Під тиском преси Кван Хо оголошують помилково звинуваченим. Со припускає, що сталося третє вбивство, він розповідає про недавню заяву, в якій йдеться про зниклу дівчину. Його слова підтверджуються коли в трав'янистому полі знаходять черговий зв'язаний труп. Також Со знаходить закономірність в злочинах: під час кожного вбивства йде дощ і на кожну жертву було одягнене щось червоне. У наступну дощову ніч на дівчину, одягнену в темний дощовик, нападає хтось невідомий.
З'являється версія, що Хвасонский вбивця, перед тим як зробити чергове вбивство відправляє заявку в радіостанцію і просить включити пісню «Сумний лист». Пізніше Со знаходить  жертву Хвасонского вбивці, котрій вдалося вижити. Жінка заявляє що не  бачила обличчя маніяка, але помітила, що у того по-жіночому ніжні руки. Вночі відбувається чергове вбивство, під час того як грала по радіо пісня «Сумний лист». У середині жертви знаходять шматки персика. Роздобути дані на рахунок замовника пісні все ж вдається, ним виявився двадцятирічний Пак Хен-Гю, що переїхав у Хвасон восени 1986-го, в той момент коли почалися вбивства. Той на допиті не визнає свою провину, але не може згадати пісні які грали до і після «Сумного листа», хоча і слухав весь вечір радіостанцію. Під час суперечки на допиті неврівноважений Йон-Гу б'є підозрюваного. Щоб уникнути обурення преси, Йон Гу усувають від справи. Со стає одержимим справою і всіма силами хоче домогтися визнання Хен-Гю. Він згадує про зізнання Кван Хо і розуміє, що він говорить про деталі вбивства так, ніби бачив це з боку, детективи розуміють, що він може бути важливим свідком. У барі вони знаходять п'яного Йон-Гу, який починає бійку з місцевими, під час сутички Кван Хо розмахує дерев’яною дошкою біля ноги Йон-Гу і випадково проколює її іржавим цвяхом. Кван Хо тікає, побоюючись його гніву. Со і Пак, наздогнавши хлопця, намагаються його запитати про вбивства, з усього розказаного, стає зрозуміло, що Кван Хо ховаючись в стозі сіна бачив як Хвасонский вбивця ґвалтував дівчину і навіть бачив його обличчя, але допитати хлопця до ладу не вдається, з'являється батько підлітка, Хван Хо знову тікає, але потрапляє під поїзд.
Згодом слідчим вдається виявити залишки сперми вбивці на тілі однієї із жертв. Їх відправляють в США для ДНК-тесту. Тим часом у Йон Гу розвивається гангрена на нозі і її доводиться ампутувати. Со починає стежити за Хен-Гю, який сидить в барі, але засинає в машині, а підозрюваний, вийшовши з бару, їде на автобусі. Вночі відбувається чергове вбивство, гине дівчинка-підліток з якої Со раніше спілкувався. Приборканий гнівом, детектив заарештовує Хен-Гю і жорстоко б'ючи, вимагає від нього визнання. Прибігає Пак з результатами ДНК-тесту, в якому причетність Хен-Гю заперечується. Шокований Со не вірить документу і намагається застрелити Хен-Гю, але його зупиняє Пак. 
Зрештою, злочини залишаються нерозкритими. Покинувши роботу в поліції Пак Ду-мен стає бізнесменом. У 2003 році він вирішує ще раз відвідати місце злочину. Він підходить до водогону в якому знайшли тіло першої вбитої дівчини. До нього підходить дівчинка, яка розповідає йому, що бачила чоловіка, який згадував те, що колись тут скоїв. Розгублений Пак запитує про зовнішність чоловіка. Дівчинка розповідає що він виглядав як «звичайний чоловік» зі «звичайним лицем». Фільм закінчується, коли Пак, усвідомлюючи правду, дивиться прямо в камеру, мабуть, використовуючи свій метод зорового контакту, щоб помітити вбивцю серед глядачів.

## В ролях
- Сон Кан Хо — Пак Ту Ман
- Кім Сан Хен — Со Тхе Юн
- Кім Нве Ха — Чо Йон Гу
- Сон Дже Хо — сержант Сін Дон Чхоль
- Пак Хе Іль — Пак Хен Гю
- Пак Але Сик — Бек Кван Хо
- До З Хі — офіцер Квон Гві Ок
- Чон Мі Сон — Квак Сіль Ен
- Лю Тхе Хо — Чо Бен Сун

## Нагороди
- 2003 — 3 нагороди «Великий дзвін» (Корея): найкращий фільм, найкращий режисер (Пон Чжун Хо), найкращий актор (Сон Кан Хо)
- 2003 — 3 призи  міжнародного кінофестивалю в  Сан-Себастьяні: «Срібна мушля», найкращий режисер, Приз ФІПРЕССІ (все — Пон Чжун Хо)
- 2003 — приз Asian Film Award Токійського кінофестивалю
- 2003 — 3 призи Туринського кінофестивалю: Приз глядачів, Премія Холдена за найкращий сценарій, 2-ге місце в змаганні за найкращий фільм
- 2004 — 4 призи фестивалю поліцейських фільмів в Коньяку: Гран-прі, Приз глядачів, Prix Médiathèques, Спеціальний приз поліції